# Abelha-irapuã
Arapuá (Trigona spinipes), conhecida pelos nomes arapuã, irapuã, irapuá e aripuá no Nordeste do Brasil, é uma abelha social sem ferrão brasileira, da tribo meliponini, de coloração negra reluzente. Seu nome, derivado do tupi eírapu'a ("abelha redonda"), faz referência ao formato de sua colmeia.

## Nomes vernáculos
Também é conhecida pelos nomes de abelha-irapuá, abelha-irapuã, arapuã, aripuá, irapuá, arapica, arapu, axupé, caapuã, cabapuã, cupira, urapuca, guaxupé, enrola-cabelo, torce-cabelo, mel-de-cachorro, abelha-de-cachorro e abelha-cachorro (não confundir com a mosca-das-flores [família Syrphidae], também conhecida por tal nome por algumas de suas espécies se alimentarem das fezes de alguns mamíferos; nem todas as moscas-das-flores são saprófitas, entretanto).

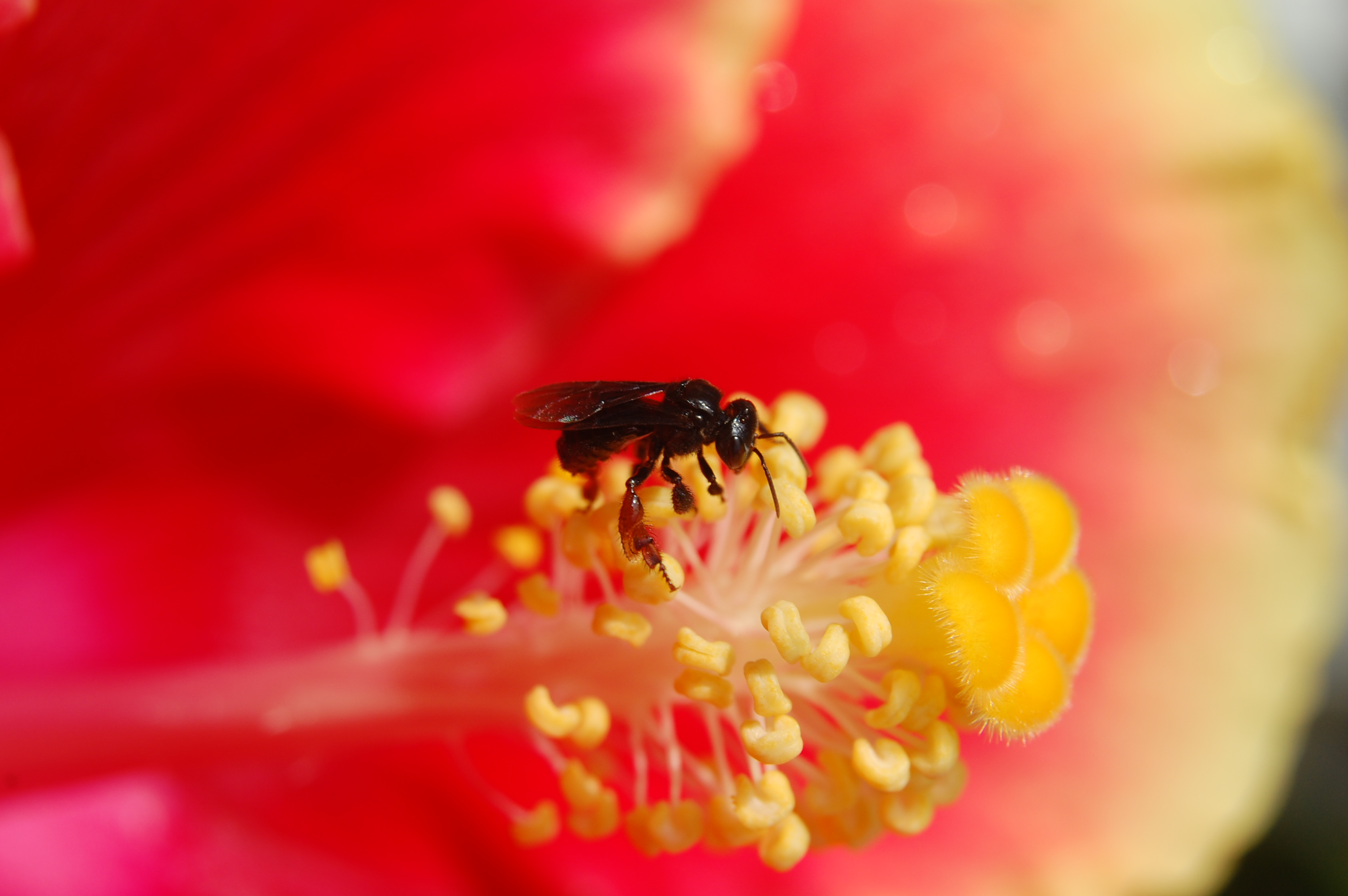
Arapuá coletando pólen na flor de hibisco

Alguns nomes indígenas:
- Proto-Jê Meridional[2]: *(ku-)cɛ
- Arara do Rio Branco[3]: abɛ́ka
- Warázu[4]: iwáhu
- Kwazá[5]: haço
- Aikanã[6]: hazu
- Sabanê[7]: wawawsi
- Kanoê[8]: nãñũ
- Iatê[9]: súska

## Características
Mede de 6,5mm a 7mm de comprimento, com pernas ocreadas e asas quase negras na metade basal e pouco mais claras na metade apical. Normalmente a abelha é negra e reluzente, apresentando apenas as corbículas, no terceiro par de patas, com coloração um pouco mais clara, amarelada ou marrom.
É uma abelha extremamente rústica e resiliente, encontrada por quase todo o Brasil, do Pará ao Rio Grande do Sul, ocorrendo em partes da Argentina, Paraguai e segundo a distribuição geográfica que consta no Catálogo Moure também em certas áreas da Colômbia, da Guiana e do Peru. Suas colônias são bastante populosas, podendo chegar a 180 mil indivíduos.

## Ninho

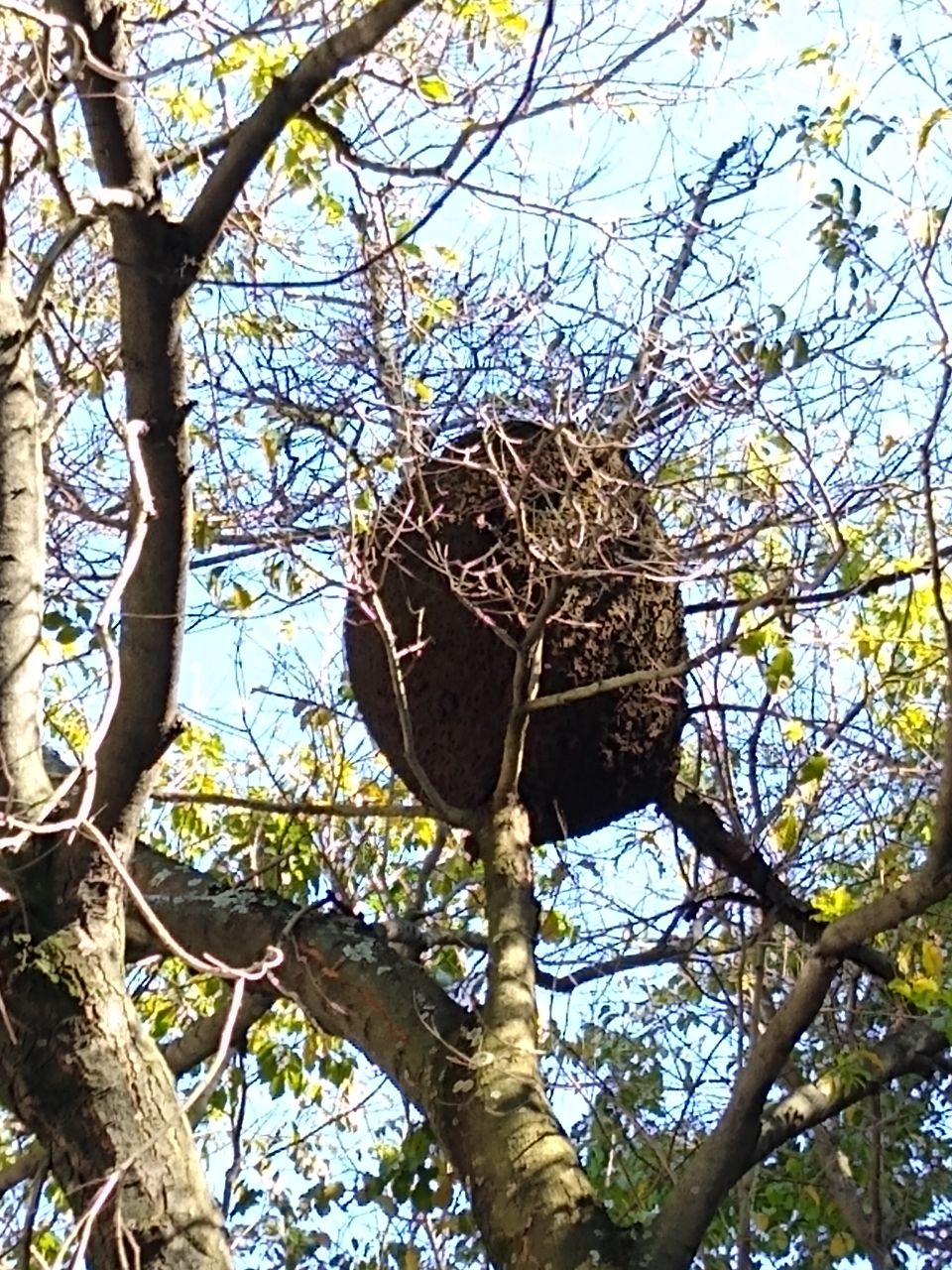
Ninho de arapuá no perímetro urbano de São Paulo - SP

A colmeia é externa, aérea e globosa, característica importante na sua identificação e que deu nome à espécie - do tupi eírapu'a, "mel redondo". É construída entre os galhos das árvores, normalmente na copa, a alturas de 4 a 9 metros acima do chão, embora já tenha sido observada em alturas superiores. O ninho pode chegar a meio metro de diâmetro e tem coloração marrom.
A entrada é feita por um tubo curto, podendo estar dividida por septos verticais. É desprovida de ornamentação radial, fica aberta durante a noite e reúne grande número de abelhas-guardas. Dentre as estruturas da colmeia estão batume, escutelo, invólucro, câmara de cria e potes de alimento.
O batume forma as paredes externas, a porção rígida e visível que protege a colônia. É composto de barro, resinas e detritos, inclusive fibras vegetais extraídas de fezes de animais. O escutelo por sua vez é uma estrutura interna maciça em forma de escudo, formada por resíduos diversos, corpos e excrementos de abelhas, própolis endurecido e cerume, cuja função é fornecer uma estrutura interna firme para as construções dentro do ninho.
Na câmara de cria encontram-se células de cria arranjadas em favos horinzontalmente, em níveis ou em espiral. Como outras abelhas trigoniformes, a Trigona spinipes constrói células reais ou realeiras, células de cria diferenciadas, maiores, de onde emergirão fêmeas férteis - rainhas virgens ou princesas, na linguagem popular.

## Estoque de alimento
O estoque de alimento, como nas demais abelhas sem ferrão, não é feito em favos como nas colônias de Apis melifera, mas em pequenos potes de cera. Estes potes são estruturas de cerume de forma ovalada, medindo entre 1 cm e 1,5 cm aproximadamente, onde são depositados o pólen ou mel.
Há muitos rumores acerca da possível toxicidade do mel da arapuá. Contudo, reações adversas atribuídas ao seu consumo poderiam estar associadas à contaminação por contato com o material do batume na extração, visto que essa porção externa da colônia pode conter restos de fezes de animais. De qualquer maneira, desaconselha-se o seu consumo, tanto por conta desse fator como pelo fato de a extração danificar demasiadamente o ninho e as quantidades produzidas serem pequenas.

## Comportamento

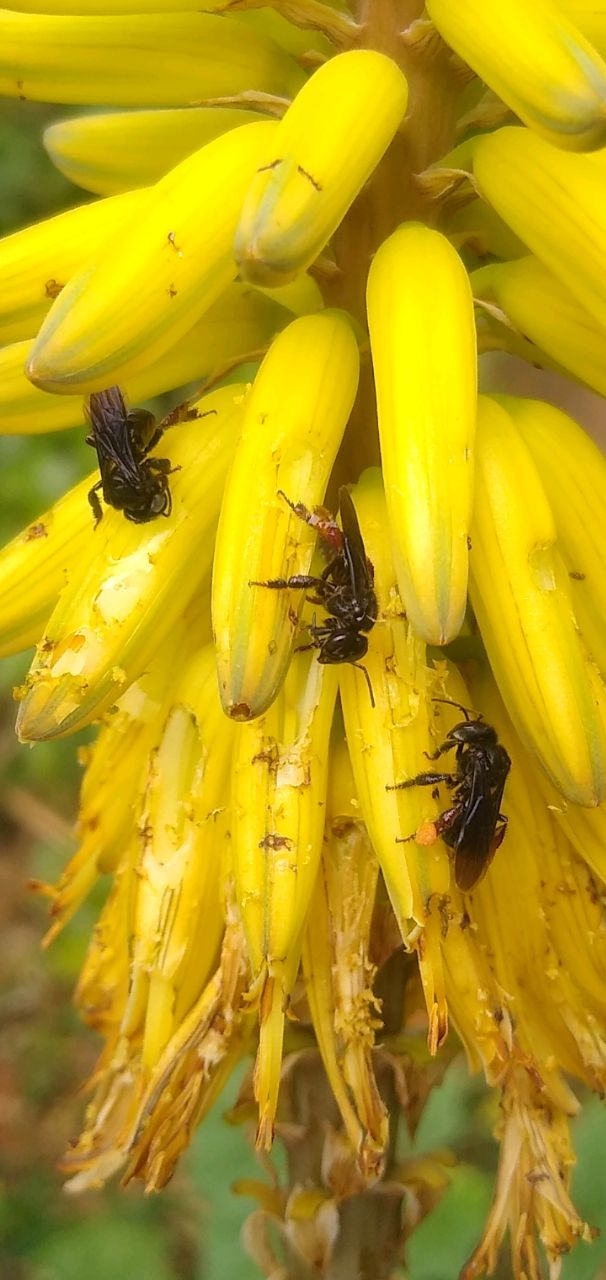
Arapuás coletando recursos nas flores de babosa. Nota-se uma delas com a corbícula carregada de pólen

Não possuem ferrão, mas têm comportamento defensivo. Quando se sentem ameaçadas, essas abelhas voam em torno de seus agressores mordiscando-os com suas mandíbulas. Podem procurar penetrar orifícios (como orelhas e narinas) e enroscam-se nos pelos e cabelos de pessoas ou de animais, para assustá-los e afastá-los da colmeia. Esse comportamento evoluiu como resposta à predação por mamíferos, aves e outros animais que se alimentam das abelhas, do mel ou de outras partes da colônia.
Há estudos que observaram nesta espécie formas de comunicação muito precisas entre as operárias no recrutamento para forrageio, através de trilhas de cheiro, zumbidos intermitentes e até de movimentos em zigue-zague e semicírculos, para indicar a direção e a distância das fontes de alimento.
Como fazem ninhos externos e não necessitam de ocos de árvores grossas para nidificar, são capazes de colonizar habitats degradados e conseguem se dispersar por grandes distâncias. Polinizam flores de espécies nativas e cultivadas.

## Polinização e auxílio na recuperação de ambiente degradados
Existem estudos comprovando que a abelha arapuá é extremamente importante para a polinização na natureza. Ela poliniza uma grande quantidade de espécies vegetais diferentes, ou seja, é altamente generalista, comportamento muito parecido com o da Apis melifera, sendo bastante comum e numerosa como a própria Apis. Em habitats degradados, costuma ser uma das primeiras espécies de abelha sem ferrão a se instalar na área, fazendo a polinização das plantas locais. Com o passar o tempo, o resultado dessa efetiva polinização é a maior densidade vegetal pela propagação das espécies vegetais pioneiras, contribuindo para criar um ambiente gradativamente mais adequado para que outras espécies de plantas e abelhas habitem a área.

## Polêmicas envolvendo a espécie
A abelha arapuá, apesar de ser importante polinizadora, é envolta em polêmicas oriundas do senso comum por parte da população. Há observações indicando que ela tem naturalmente comportamento cleptobiótico bastante frequente, mas há outras informações de que ela adota este comportamento somente eventualmente, assim como outras espécies de abelhas sem ferrão, podendo se tornar frequente se as fontes naturais de néctar, pólen e resinas da região onde está forem reduzidas ou destruídas. Há estudos indicando que o consumo do seu mel não é recomendado, enquanto outros dizem que é próprio para o consumo, principalmente se for pasteurizado.
Um comportamento dela bastante documentado é o hábito de cortar certas espécies vegetais para extração de resina ou néctar, com relatos de que ela corta os botões florais ou corolas florais de certas plantas, por exemplo, gerando prejuízo ao fruticultor. Porém, há estudos indicando que este comportamento acontece em baixa escala quando na área há diversidade vegetal suficiente para a arapuá coletar de outras fontes sua resina ou néctar, onde sua função polinizadora é extremamente importante para tais culturas; porém, em locais onde existe monocultura ou pouquíssimas plantas melíferas e resinosas, ela não vê outra alternativa para conseguir os recursos de que necessita.
Existem pesquisas no sentido de tornar viável a criação da arapuá em meliponários, assim como outras abelhas sem ferrão, nas quais foi desenvolvida uma caixa racional específica para a espécie. Os estudos têm como objetivo ajudar a compreender os hábitos da espécie, eliminar certos preconceitos relacionados a ela, saber se é possível um aproveitamento de cera, mel, pólen, própolis ou outros produtos da espécie e estudar a importância econômica da polinização de diversas culturas agrícolas e a possibilidade do emprego da arapuá na polinização assistida dessas várias culturas.

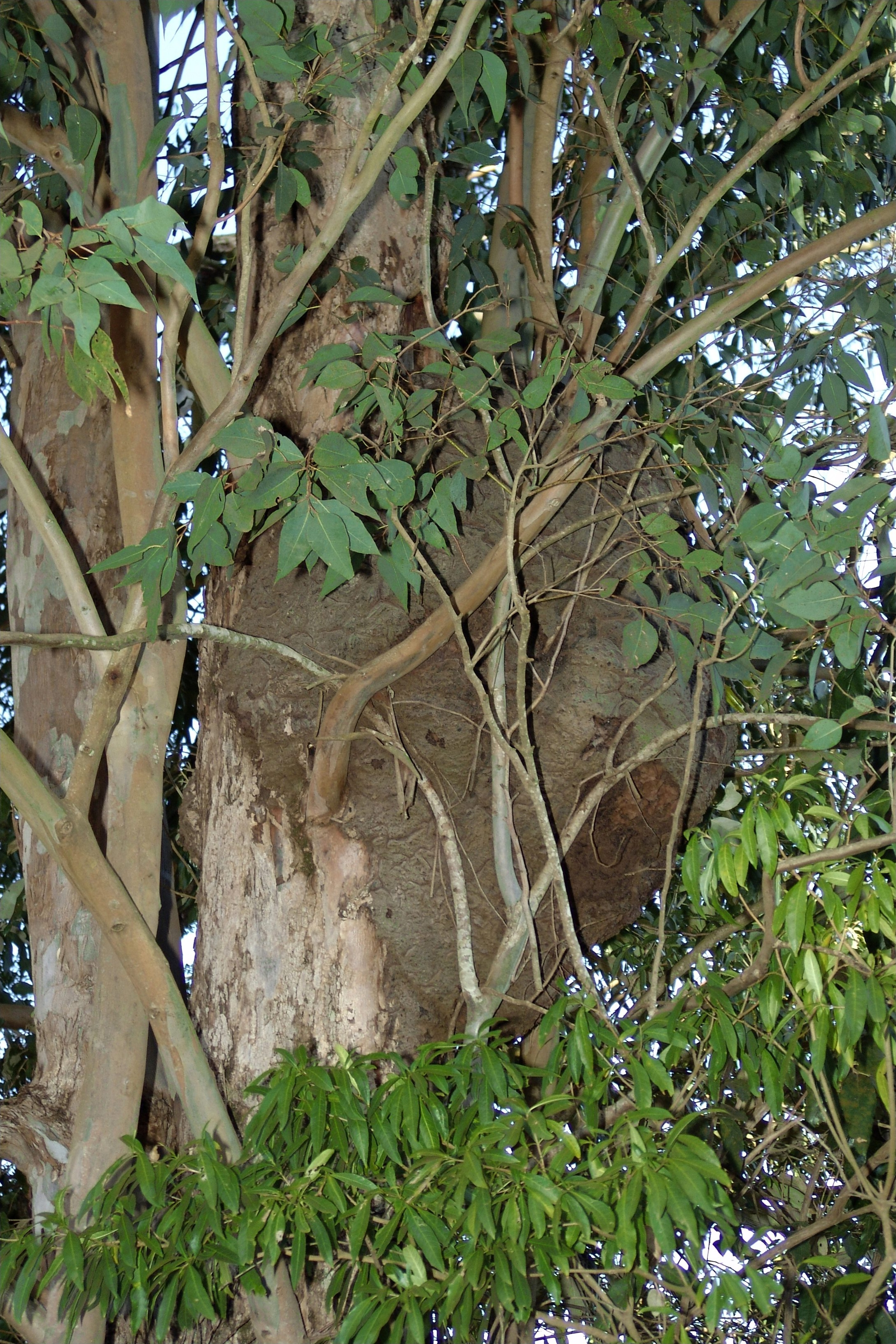
Ninho entre os galhos
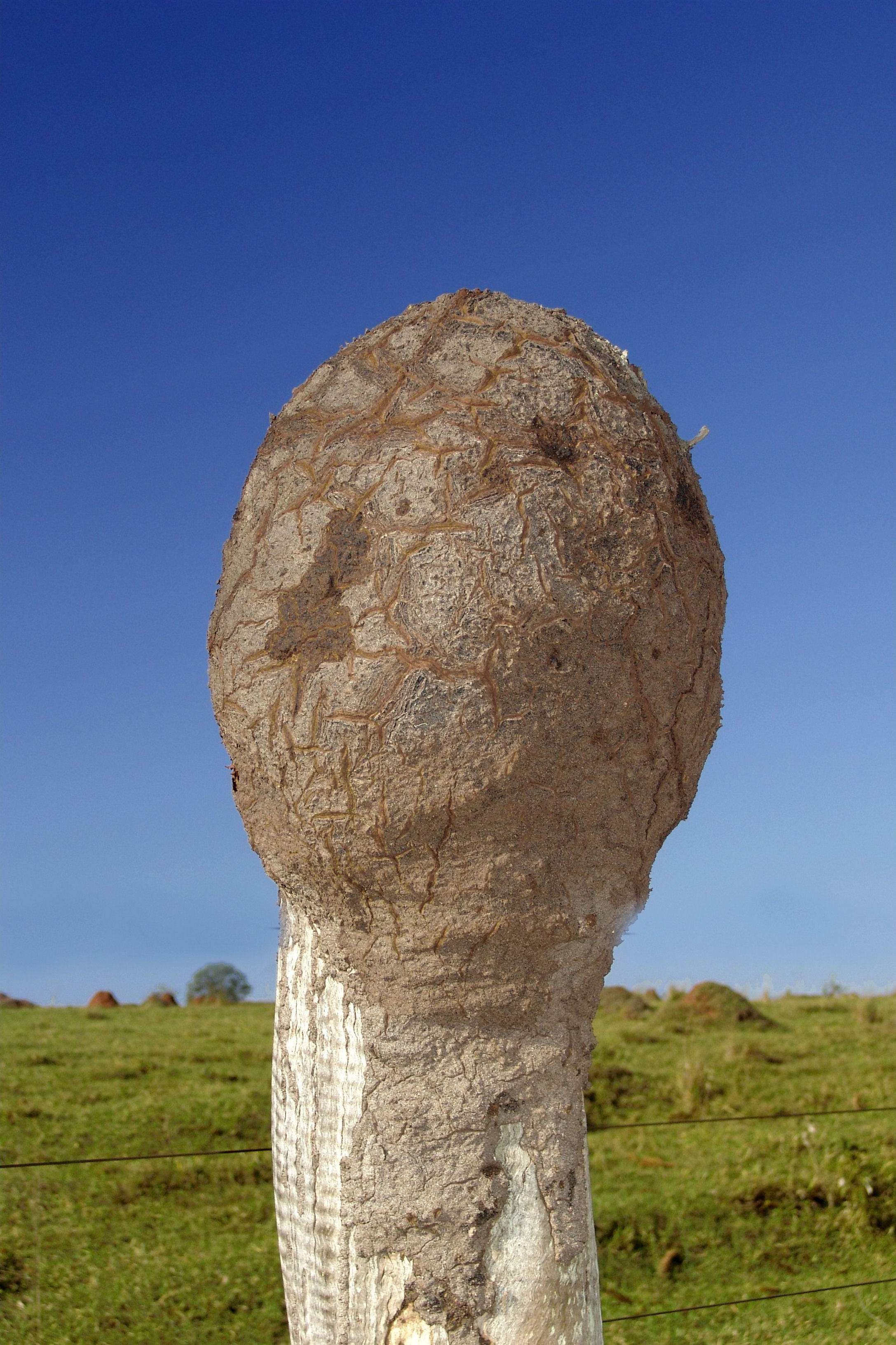
Ninho na ponta de uma cerca
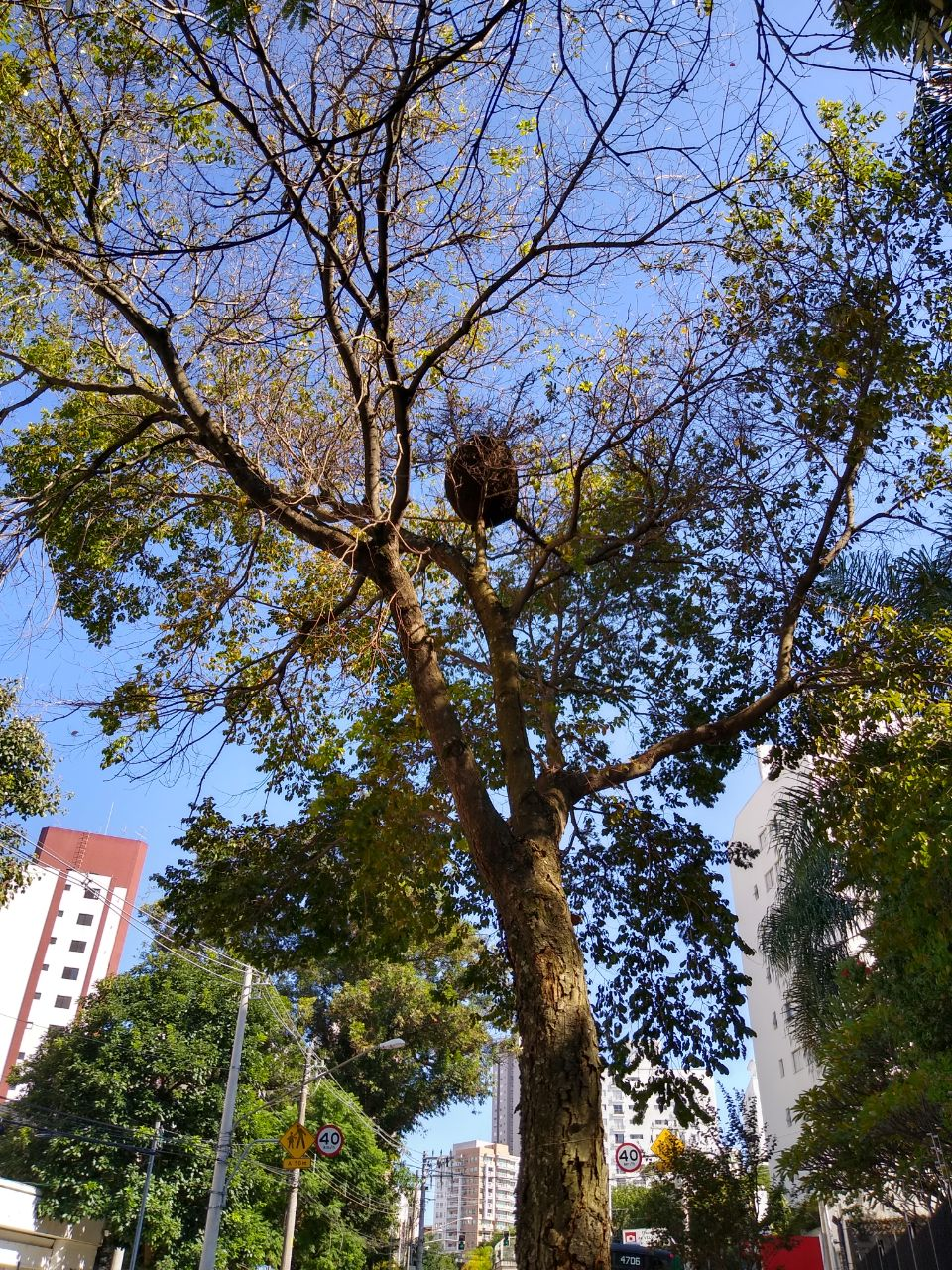
Árvore com ninho de arapuá no perímetro urbano de São Paulo - SP
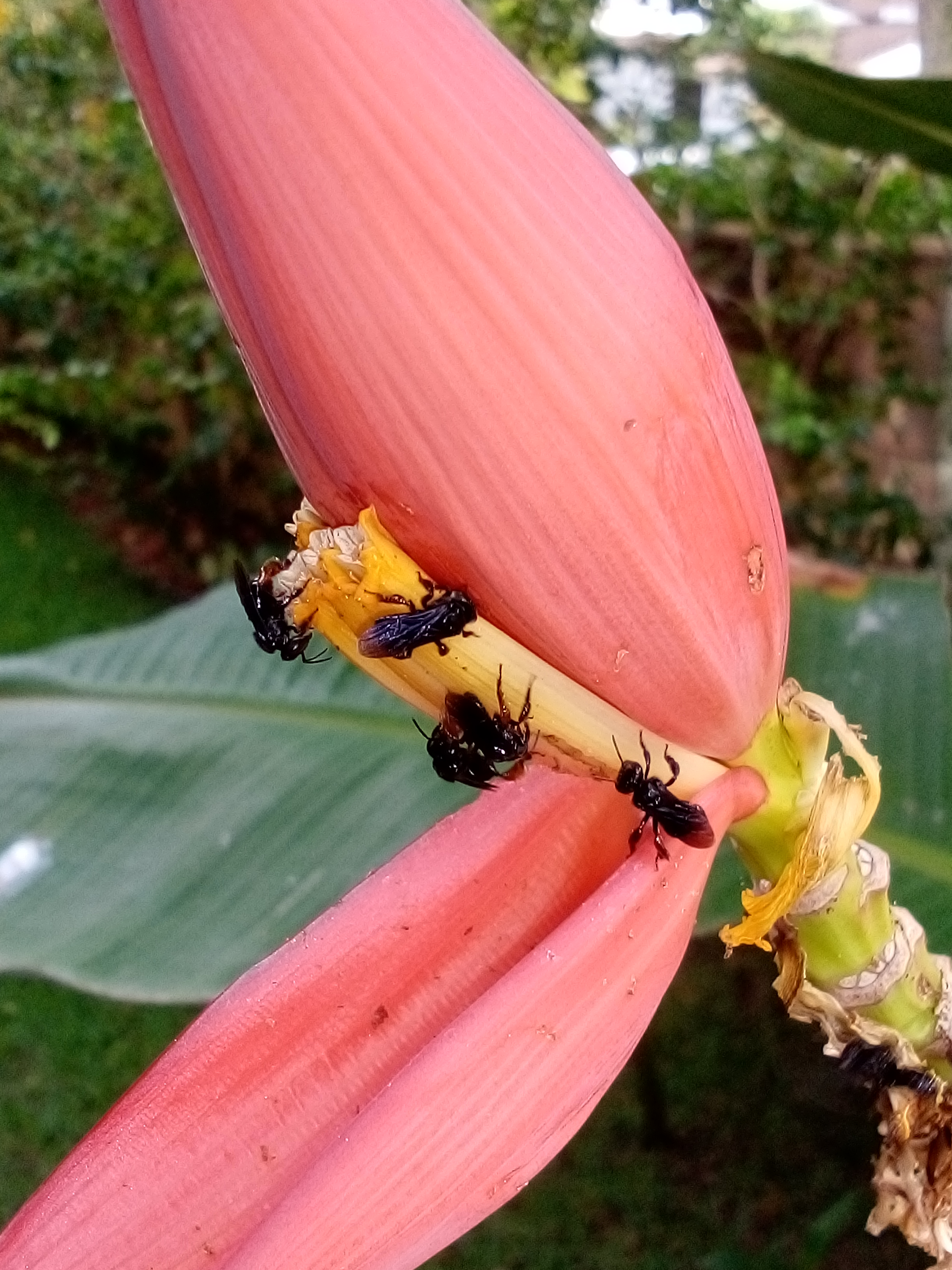
Arapuás coletando recursos no coração da bananeira
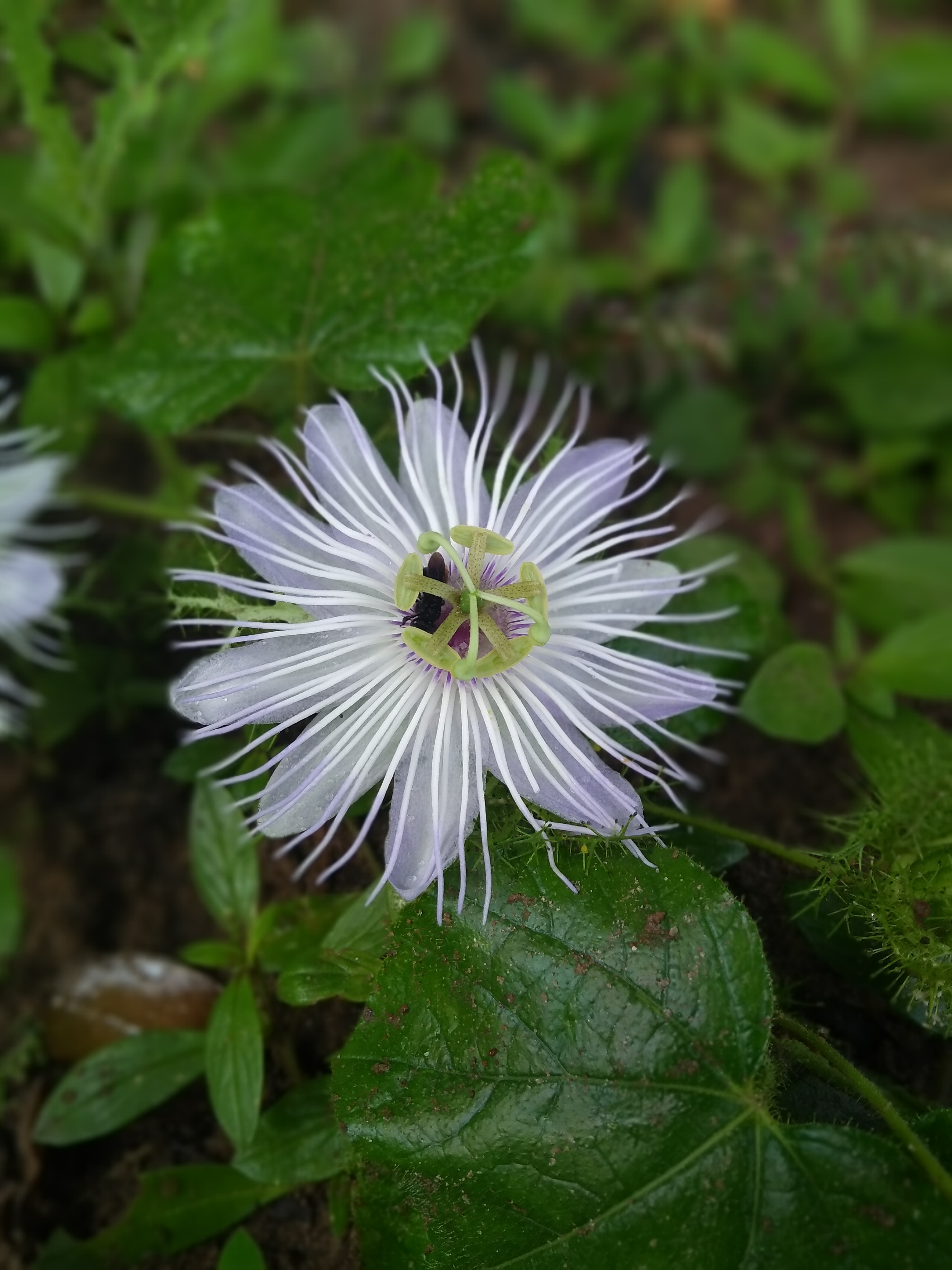
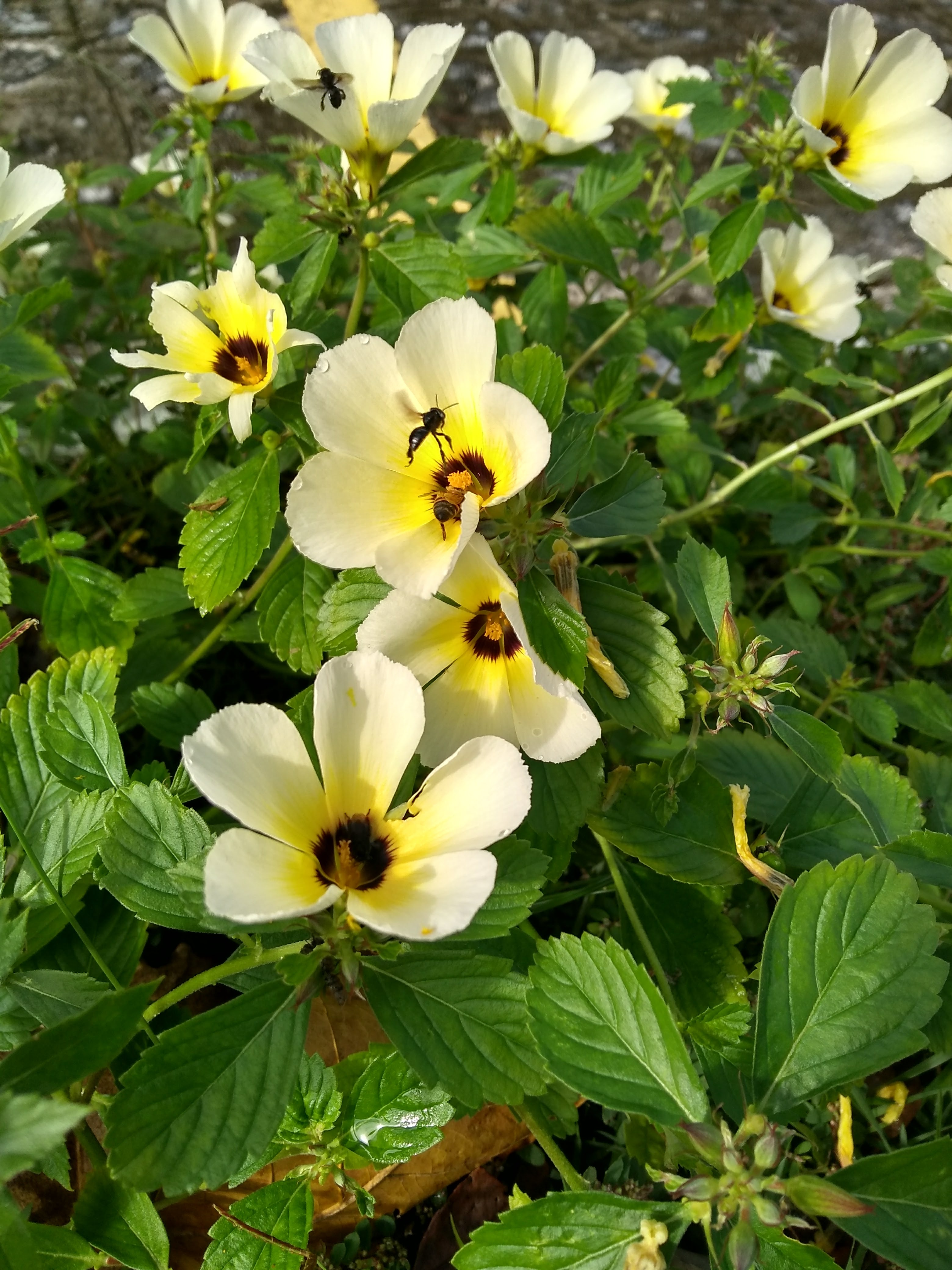
Arapuás e Apis melifera competindo pelos recursos florais da Flor-do-Guarujá
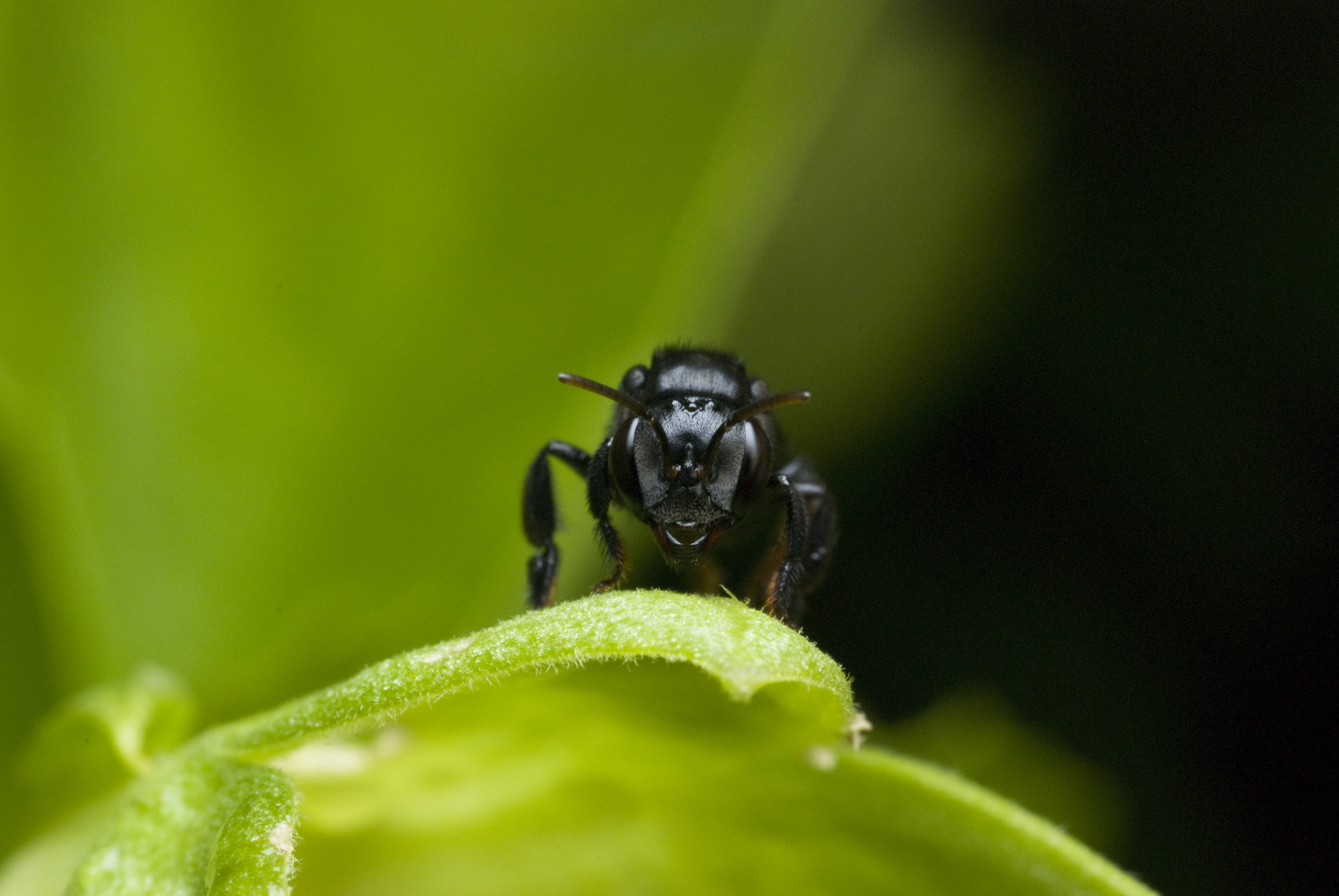
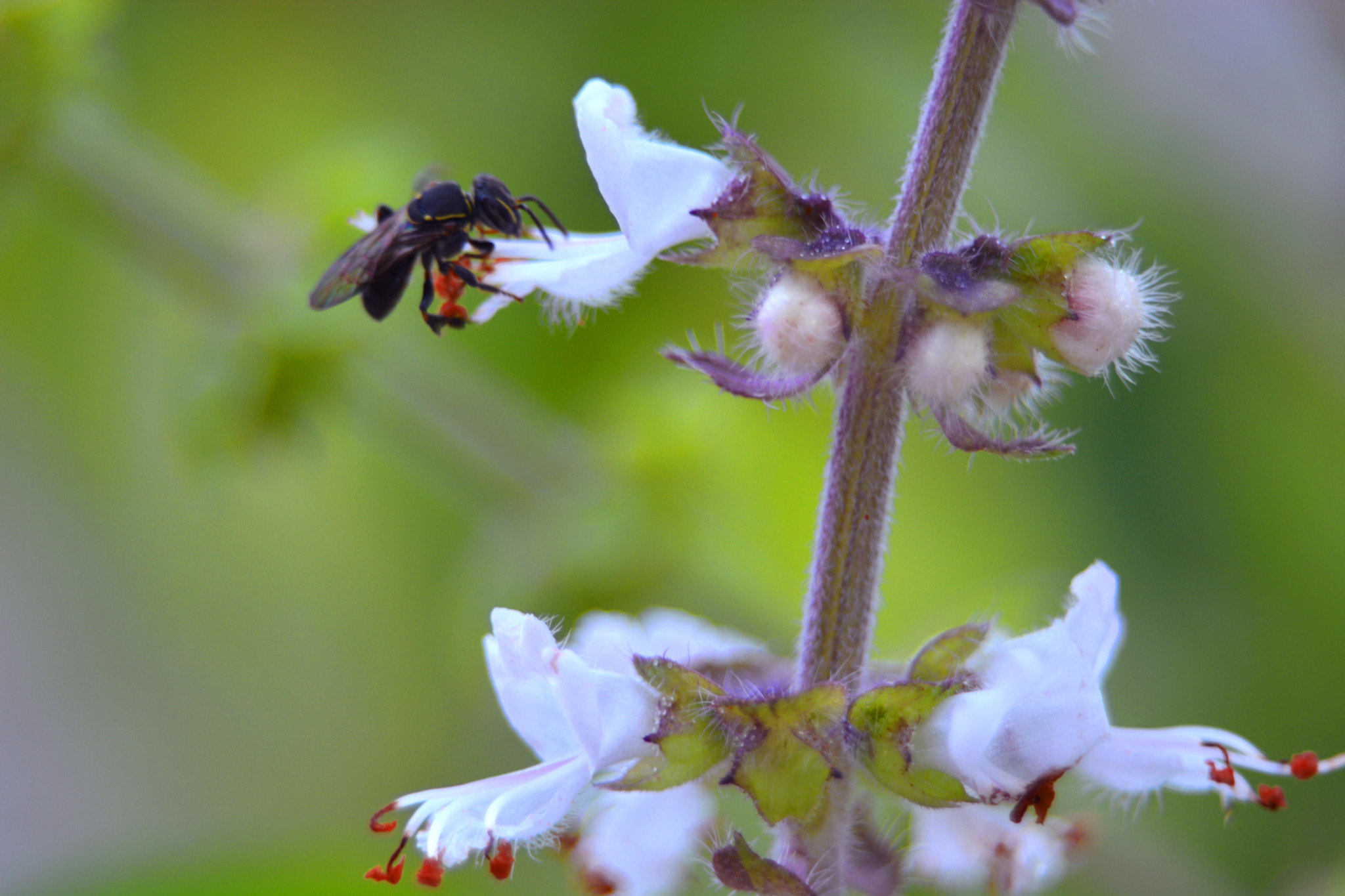
Visitando as flores do manjericão